# فرناندو ژوزه دی فرانکا دیاز ون-دونم
فرناندو ژوزه دی فرانکا دیاز ون-دونم (انگلیسی: Fernando José de França Dias Van-Dúnem؛ زادهٔ ۲۴ اوت ۱۹۳۴ – درگذشتهٔ ۱۲ ژوئن ۲۰۲۴) سیاست‌مدار اهل آنگولا بود. وی دو بار از ۱۹ ژوئیه ۱۹۹۱ تا ۲ دسامبر ۱۹۹۲ و سپس از ۳ ژوئن ۱۹۹۶ تا ۲۹ ژانویه ۱۹۹۹ نخست‌وزیر آنگولا بود.
ون-دونم در ۱۲ ژوئن ۲۰۲۴، در سن ۸۹ سالگی در لیسبون، پرتغال درگذشت.